# Jesuitenmission Arnsberg
Die Jesuitenmission Arnsberg entstand 1651 zum Zweck der Volksmission im Herzogtum Westfalen. In dieser Form bestand sie bis zur Aufhebung der Jesuiten im Jahr 1773. Seither wurde das Gebäude der Jesuitenmission in verschiedenen Funktionen genutzt, zuletzt als Katasteramt. Heute ist dort das Dezernat für EU-Förderung der Bezirksregierung Arnsberg untergebracht.

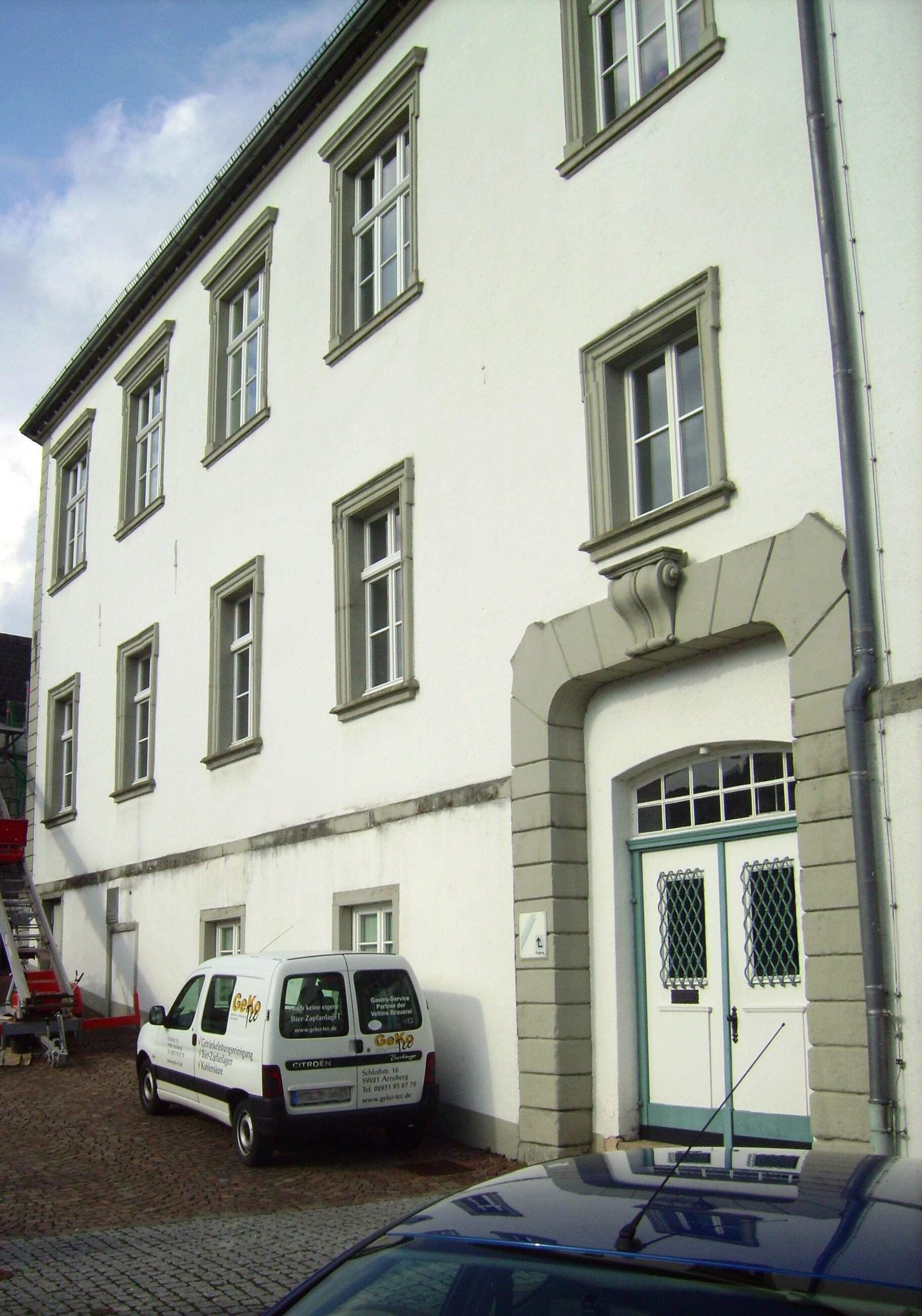
Jesuitenmission in Arnsberg

## Geschichte der Jesuiten-Niederlassung zu Arnsberg
Unbestätigten Berichten zufolge sollen ab 1622 Jesuiten in Arnsberg tätig gewesen sein. Nachweisen lassen sie sich aber erst für das Jahr 1651, als der niederrheinische Provinzial der Jesuiten auf Anforderung des Kölner Erzbischofs Maximilian Heinrich von Bayern zwei Patres nach Arnsberg schickte. Diese begannen im Juli des Jahres mit der Volksmission, welche in der Folgezeit eine der Hauptaufgaben der Jesuiten wurde. Außerdem betreuten sie von Anfang an für den Landesherrn die Arnsberger Schlosskapelle. Daneben betätigten sie sich als Aushilfen in der Seelsorge, zum Beispiel in Arnsberg, aber auch im überwiegend protestantischen Iserlohn (1746). Etwa um 1712 hielten sie häufiger Predigten in Soest bei der Todesangstbruderschaft und der Katechetischen Bruderschaft.
Ihr Tätigkeitsbereich erstreckte sich zunächst auf die ehemalige Grafschaft Arnsberg. Etwa ab 1682 wurde das Missionsgebiet auf große Teile des damaligen Herzogtums Westfalen ausgedehnt. Das Gebiet war in einen nördlich und einen südlich der Ruhr gelegenen Teil aufgeteilt, in denen jeweils zwei Patres missionieren sollten. Im Jahr 1697 erstreckte sich das Missionsgebiet auf über 117 Pfarreien. Darüber hinaus widmeten sich die Jesuiten auch der Wissenschaft. So hat Joseph Zittart eine Karte des Herzogtums Westfalen gezeichnet, die 1707 gestochen und anschließend bei einem Arnsberger Verleger mehrfach aufgelegt wurde.
Die Missionstätigkeit führte oft zu Konflikten mit Pfarrern und mit Angehörigen anderer Orden. Das zeigt sich an den wiederkehrenden Aufforderungen der Kölner Erzbischöfe und ihrer Weihbischöfe an die Geistlichen, die Jesuiten bei ihrer Mission zu unterstützen. In Arnsberg kam es mehrfach zu Spannungen mit dem Kloster Wedinghausen, das die Pfarrrechte in der Stadt besaß. Den Jesuiten gelang es von den Prämonstratensern von Wedinghausen die Hofkaplanstelle im Arnsberger Schloss zu übernehmen, die mit einer jährlichen Rente von 24 Reichstalern dotiert war.
In den Quellen wird die Niederlassung „Geringe Residenz zu Arnsberg“ (1652), „Mission in Arnsberg“ (1656), „Missio Arnsbergensis“ (1730) und „Mission Patrum Societatis Jesu binnen Arnsberg“ (etwa um 1730) genannt. Sie unterstand anfangs dem Kölner Kolleg, später dem Kolleg in Bonn. In den Quellen begegnen uns die Jesuiten als „Superior“, „Präses“, „Ökonom“, „geistlicher Bruder“ und „Küchenverwalter“.
Die ersten beiden Patres wohnten anfangs vermutlich im Schloss. Ab 1654 kaufte der Kölner Erzbischof für sie mehrere Grundstücke in der Arnsberger Oberstadt. Er erwarb den mit einer Ringmauer umgebenen „Buddenhof“ und das „Wreden Haus“, in das die Patres etwa um diese Zeit einzogen. Das Kapital dafür kam vom Kurfürsten Maximilian Heinrich, der den Brüdern 500 Talern überließ, die Johannes Jobst von Hanxleben zu Ostwig wegen eines Exzesses zu zahlen hatte.
Die anfangs bescheidenen Einkünfte verbesserten sich 1682 durch drei weitere Quellen. Der Kurfürst überließ dem Orden aus denselben Strafgeldern noch einmal 1000 Taler. Hinzu kamen ein Anteil an den  5000 Talern die der Paderborner Bischofs Ferdinand von Fürstenberg für die Missionstätigkeit der Jesuiten „in Westfalen und Engern“ (so eine alte Bezeichnung für das Herzogtum Westfalen) gestiftet hatte. Noch einmal tausend Taler kamen vom Landdrosten Friedrich von Fürstenberg.
Damit konnten die Jesuiten bis zum Jahr 1690 ein eigenes Missionshaus und eine Kapelle fertigstellen lassen. Um 1730 wurde das Missionshaus umgebaut und vergrößert. Die Kapelle wurde neu errichtet und 1733 eingeweiht. Bei der Beschießung Arnsbergs im Siebenjährigen Krieg brannten 1762 beide Gebäude ab. Daraufhin zogen die Patres in ein Mietshaus, bis sie 1769 in das wiedererrichtete Missionshaus einziehen konnten. Der Wiederaufbau der Kapelle zog sich offenbar noch bis mindestens 1770 hin. Mit der Aufhebung des Jesuitenordens im Jahr 1773 wurde auch die Arnsberger Jesuitenniederlassung aufgelöst. Der letzte Superior starb dort im Jahr 1782 im Alter von über 80 Jahren.
Walter Wahle hat festgestellt, dass es in Arnsberg ein Missionshaus der Jesuiten gab, dass aber in der längsten Zeit seines Bestehens zwei voneinander getrennte Institutionen beherbergte: die kurfürstliche oder Maximilianische und die Ferdinandische Mission. Beide Missionen arbeiteten selbständig nebeneinander.

## Nachnutzung des Gebäudes
Das Haus wurde 1788 vom Kölner Erzbischof der neuen Bonner Universität geschenkt. Im Gebäude wurden die kurfürstliche Bäckerei und eine Brauerei für den Landtag untergebracht. 1788 kaufte der Domkellner Freiherr von Wrede zu Amecke das Besitztum und vermietete es. Nach der Flucht des Kölner Domkapitels und anderer Behörden des Kurstaates vor den französischen Revolutionstruppen wurden hier ein Teil der Staatsakten versteckt. 1803 verlegte Pfarrer Friedrich Adolf Sauer die ursprünglich in Rüthen angesiedelte Lehrerbildungsanstalt dorthin. Nachdem 1804 die hessische Organisationskommission das Gebäude erworben hatte, zog 1816 die preußische Katasterverwaltung dort ein. Die Vermessungsverwaltung blieb bis 2008 in dem Gebäude, zuletzt als Dezernat der Bezirksregierung Arnsberg, dann folgte des Dezernat Kompetenzzentrum für Integration und nachfolgend das Dezernat für EU-Förderung.
Im 19. und 20. Jahrhundert erfuhr das Gebäude zahlreiche bauliche Veränderungen. Nach einem Brand im Jahr 1850 wurde der Südflügel der Anlage nicht wieder aufgebaut. Später wurden die übrigen Gebäudeteile aufgestockt.

## Archivalische Überlieferung
1762 scheint neben den Immobilien auch ein Großteil der Akten der Jesuitenniederlassung verbrannt zu sein. Die restlichen Unterlagen gelangten später ins Staatsarchiv Münster. Urkunden und Akten zur Geschichte der Jesuitenmission in Arnsberg befinden sich außerdem im Stadtarchiv Köln, im Erzbischöflichen Archiv Paderborn, sowie im  Stadtarchiv Arnsberg. Über die Geschichte der Bibliothek und ihres Verbleibs ist fast nichts bekannt.

## Liste der Superioren
- 1652–1653 Henning Knel
- 1656/1664 Gerard (?) Wickede
- 1668/1670 Everhard Berhorst
- 1681/1682 Werner Heslingh
- 1687/1692 Jakob Schorn
- 1697/1697 Philipp Löhrer
- 1697/1709 Godefridus Sittartz
- 1700/1724 Gaudenz Bergh
- 1709/1709 Peter Berres
- 1712/1723 Wilhelm Krispen
- 1718/1718 N.N. Kaff
- 1729/1729 N.N. Römer
- 1733/1745 Joseph Flaskamp
- 1747/1751 Ignatz Helling
- 1763/1765 Franz Wasmuth
- 1769/1773 Adam Röingh

(Quelle:)